# Aracely Quispe Neira
Irma Aracely Quispe Neira (Marripón, 1982; conocida como Aracely Quispe) es una ingeniera astronáutica peruana, científica de la NASA, académica e investigadora. Es conocida por ser la primera mujer latinoamericana que ha liderado tres misiones exitosas de la NASA en los Estados Unidos: la Misión de Medición a las Lluvias Tropicales (TRMM), el Orbitador de Reconocimiento Lunar (LRO) y el Telescopio Espacial James Webb (JWST). Formó parte del equipo que hizo posible, el 25 de diciembre de 2021, el lanzamiento del telescopio espacial James Webb.
Quispe ha desempeñado el cargo de ingeniero sénior de sistemas y operaciones de vuelos al espacio en el exitoso lanzamiento del Telescopio Espacial James Webb. Es conferencista oficial en la agencia aeroespacial NASA y el Departamento de Estado de los Estados Unidos, profesora en la Universidad Capitol Technology y promotora y embajadora de los programas STEM.
El 12 de abril de 2023 recibió del Estado Peruano el grado Comendadora en Orden al Mérito por Servicios Distinguidos. 

## Biografía

### Primeros años y educación
Aracely Quispe Neira nació en Marripón, una comunidad rural en el distrito de Motupe, de Lambayeque, al norte de Perú, donde no había sistema eléctrico. Su madre Irma Neira Samame es una educadora peruana. Su interés por el espacio y la ciencia comenzó cuando tenía seis años y vio la transmisión de la Misión Apolo 11 junto a Neil Armstrong caminando sobre la Luna, lo que le despertó el sueño de algún día llegar a trabajar en misiones espaciales en la NASA.
En la escuela secundaria, Quispe comenzó a practicar karate shotokan y obtuvo cinturón negro siendo una adolescente. Llegó a representar al Perú y compitió en torneos regionales e internacionales, viajando por Sudamérica y Estados Unidos.
En Perú se graduó en computación informática e ingeniería de sistemas en la Universidad César Vallejo. Tras estudiar ingeniería de sistemas, migró a Estados Unidos cuando tenía 21 años para continuar con su formación, solicitando una residencia permanente con base en "habilidades extraordinarias”. Al llegar a EE. UU estudió Ingeniería Tecnológica Espacial (y Eléctrica) en Prince George's Community College en Maryland. Un asesor de la facultad le sugirió que, para ingresar a la NASA, tenía que continuar sus estudios de Ingeniería Astronáutica o Aeroespacial en una universidad de especialidad en el área. Quispe siguió el consejo y se transfirió a la Universidad Capitol Technology (CapTechU) para estudiar ingeniería Astronáutica y especializarse en la construcción, operación y supervisión de naves espaciales.

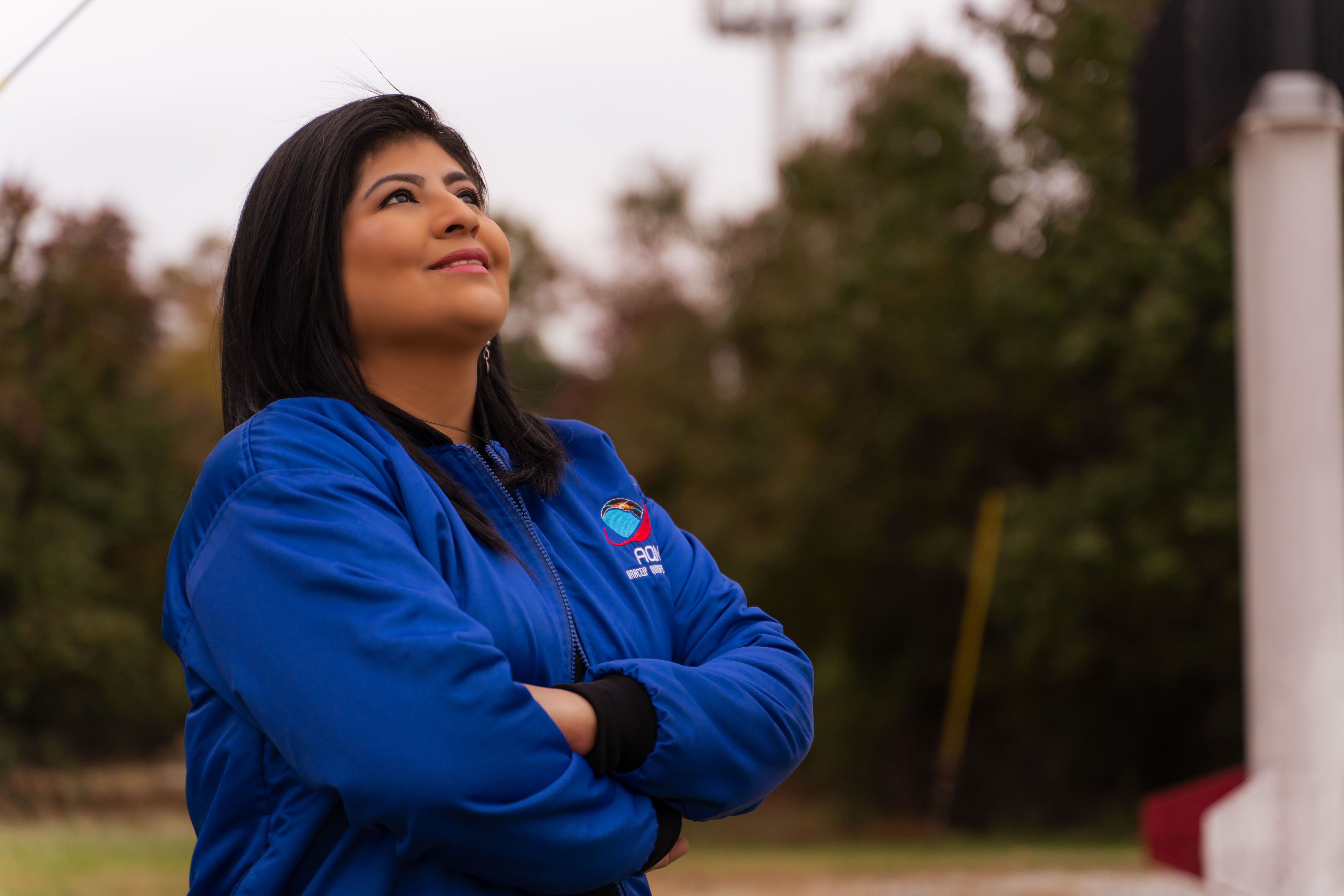
Aracely Quispe Neira en el Centro Goddard de Vuelos Espaciales

Siendo una de las mejores alumnas de CapTechU, en el 2011 Quispe realizó sus prácticas en la NASA, en la Misión de Medición a las Lluvias Tropicales (TRMM), comenzando como Ingeniera de Pruebas y luego como Ingeniera de Sistemas. Después de terminar las prácticas, Aracely obtuvo una beca por la Fundación Nacional de Ciencias (NSF) para empezar su primera maestría en Ciencias realizando un estudio sobre el derretimiento de las capas glaciares del Perú (al sur de Cuzco), usando imágenes satelitales de alta resolución de la NASA.
Quispe Neira a la fecha ostenta siete grados académicos enfocados en ciencias, ingeniería astronáutica e inteligencia geoespacial, incluyendo un máster en Ingeniería Astronáutica de la Universidad Capitol Technology en Maryland, un máster honorario en Inteligencia Geoespacial de la Universidad de Maryland en College Park, y un Doctorado en Ciencias con honores de la Universidad Capitol Technology, enfocado en una investigación de seguridad en las comunicaciones contra ataques maliciosos en Satélites GPS.

### Carrera
En 2011, Quispe formó parte la misión Orbitador de Reconocimiento Lunar (LRO) en la agencia aeroespacial de la NASA de Goddard Space Flight Center como ingeniera de sistemas, y en 2014 ascendió a líder de equipo y líder de vuelos de las operaciones de la nave espacial.
Tras seis años en LRO, en el 2016 ingresó en el programa del Telescopio Espacial James Webb (JWST), en el que han colaborado 17 países y más de 3.000 científicos.
Desde el 2010 ha encabezado las siguientes misiones: la Misión de Medición a las Lluvias Tropicales (TRMM), el Orbitador de Reconocimiento Lunar (LRO) y el Telescopio Espacial James Webb (JWST) que se lanzó al espacio en 2021 para reemplazar al telescopio Hubble.
Quispe es ingeniera astronáutica sénior, líder en vuelos y operaciones al espacio en la NASA, ingeniera sénior de vuelos y operaciones al espacio en el proyecto del Telescopio James Webb y colaboró en el lanzamiento y la puesta en órbita en 2021 para estudiar la formación de galaxias.
Actualmente es conferencista oficial de la Agencia Espacial de la NASA y del Departamento de Estado de los Estados Unidos.
Como investigadora, Quispe ha estudiado la desglaciación de los nevados andinos, en el Quelccaya área de Cusco en Perú, a través de imágenes satelitales de alta resolución. Su estudio ha contribuido a crear conciencia sobre la desglaciación y sus efectos sobre el calentamiento global.La Fundación Nacional de Ciencias (NSF) proporcionó una subvención para la investigación de esta científica mientras cursaba un máster en Ingeniería Astronáutica.

## Embajadora de los programas STEM

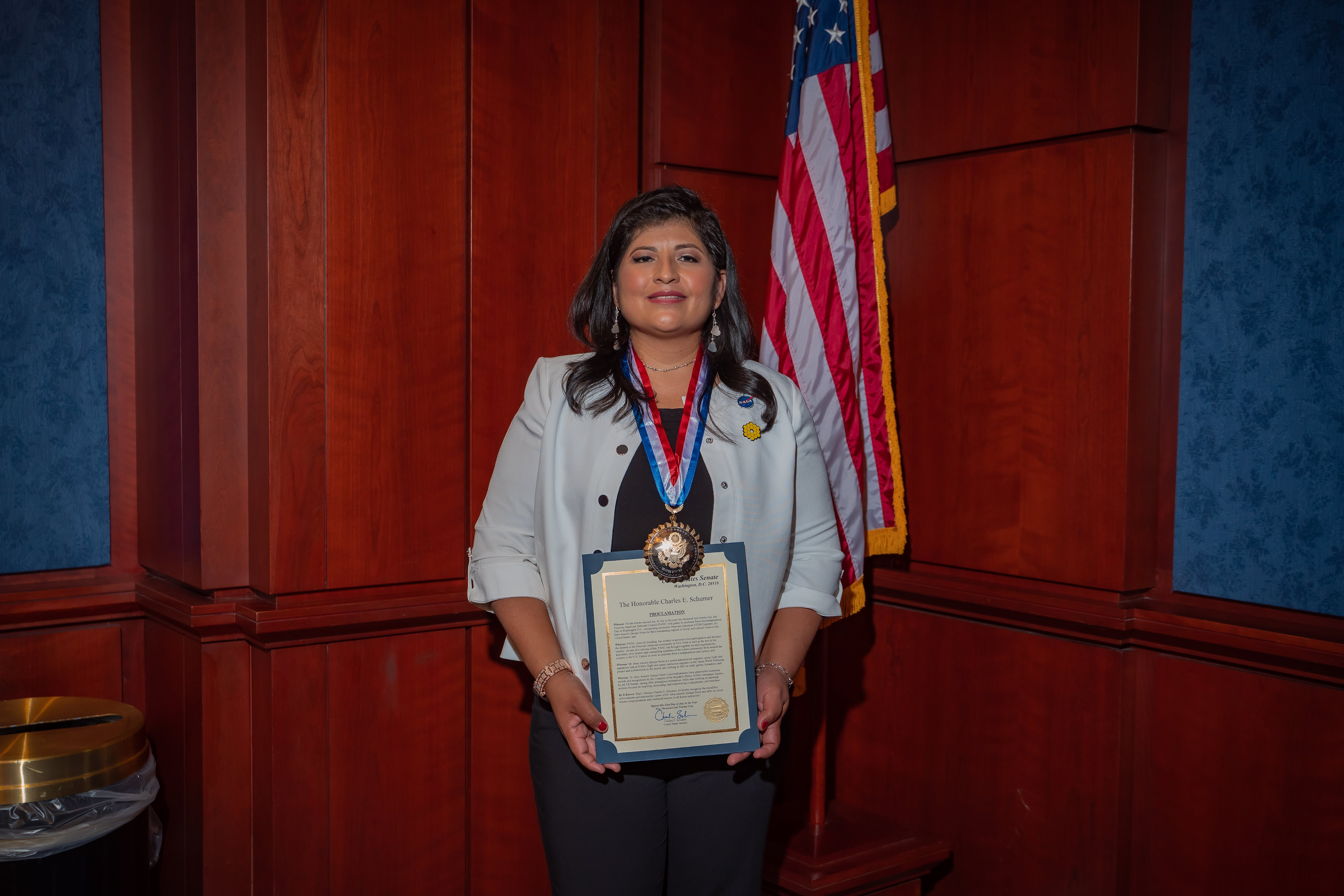
Aracely Quispe Neira en el Senado de los EE. UU., recibiendo la proclamación del Honorable Chuck Schumer, 2022

En 2014, Quispe inició un proyecto Aracely Quispe Neira (AQN), que promueve programas de ciencia, tecnología e ingeniería, y matemáticas (STEM) entre mujeres y jóvenes de América Latina. La iniciativa pretende ofrecer a las jóvenes latinoamericanas oportunidades para cursar estudios tecnológicos y triunfar en profesiones como la educación, la investigación y la innovación. Con el apoyo de la Oficina de Asuntos Educativos y Culturales del Departamento de Estado, Quispe participó en foros internacionales para aumentar el interés de los estudiantes latinoamericanos por la industria aeroespacial.
En 2019, lanzó y financió personalmente un proyecto en su Lambayeque natal. Visitó 20 escuelas nacionales y reunió a cerca de 3.500 estudiantes de secundaria para motivarlos a emprender proyectos de investigación científica.También visitó las escuelas católicas de la arquidiócesis de Washington St. Francis International (Maryland), Arzobispo Carroll (Distrito de Columbia) y St. Anthony (Distrito de Columbia) Ese mismo año, Quispe participó en el Hay Festival Arequipa, donde reunió a casi 1.000 jóvenes en sus presentaciones.
Por sus aportes en el programa STEM recibió dos reconocimientos de la Cámara de Representantes de Estados Unidos y el Departamento de Estado la homenajearon en 2019. En 2023 Forbes Perú la nombró "Una de las 50 mujeres más poderosas del Perú en 2023”.

## Premios y reconocimientos
- Diploma de Honor del Congreso de Perú – 2013[43][44]
- Premio Nacional “Señor de Sipán” del Consejo Regional de Lambayeque y Gobierno Regional de Lambayeque – 2013[44]
- Reconocimiento del Consulado de Perú en Washington D. C. – 2013[44]
- Premio TUMI – 2016[45]
- Proclamación del Senado de EE. UU. "por gran reconocimiento y honor", Washington. Otorgado por la congresista estadounidense Grace Meng – 2019[46]
- El Comité Superior de Ciencias de la NASA la reconoce como "modelo a seguir de Perú en la NASA" – 2015, 2021[47]
- Doctor honoris causa en Ciencias de la Universidad Capitol Technology – 2022[18]
- El reconocimiento del Senado de los EE. UU. por el trabajo científico y la carrera profesional, incluida la coordinación del lanzamiento del "el nuevo gran observatorio espacial de la humanidad" James Space Telescope en órbita. Otorgado por Chuck Schumer – 2022[20][48][49]
- Grado de Comendadora en Orden al Mérito por Servicios Distinguidos por parte del Estado Peruano, otorgado sólo a 90 mujeres en 72 años desde su creación en 1951. Washington – 2023[50][51]
- International Gold Excellence Awards de la Peruvian American National Council, Estados Unidos – 2022[48]
- Premio al Logro Sobresaliente 2023 de la administración de la NASA – 2023[52]